# Richie Sambora
Richie Sambora (rođen Richard Steven Sambora, 11. srpnja 1959.)  američki je gitarist i bivši član rock sastava Bon Jovi.